# Stephan Angeloff

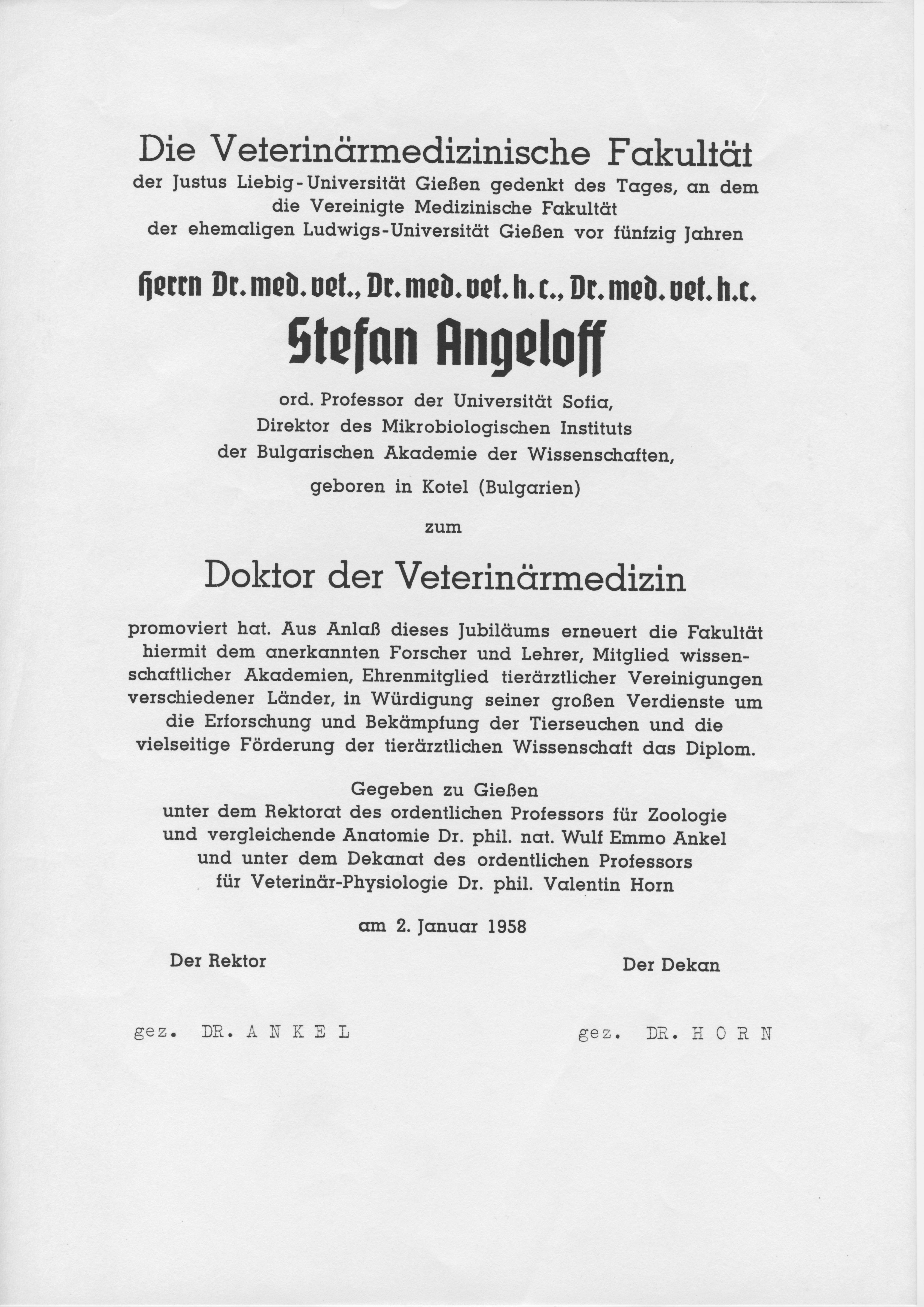
Diploma dos 50 anos de seu doutorado na Universidade de Giessen

Stephan Angeloff (em búlgaro:  Стефан Ангелов; Kotel, 28 de fevereiro de 1878 – Sófia, 1 de outubro de 1964) foi um microbiologista búlgaro. Foi de 1941 a 1942 Reitor da Universidade de Sófia e de 1947 a 1961 diretor do Instituto de Microbiologia da Academia de Ciências da Bulgária.